# Matenadaran
Vous lisez un « bon article » labellisé en 2009.
Le Matenadaran (en arménien : Մատենադարան , « bibliothèque ») ou Institut Machtots de recherches sur les manuscrits anciens, est l'un des plus riches dépôts de manuscrits et de documents au monde. Situé à Erevan, la capitale arménienne, il compte plus de 17 000 manuscrits et environ 300 000 documents d'archives.
Son histoire remonte au Ve siècle et à la création du matenadaran d'Etchmiadzin, que la tradition fait remonter à l'invention de l'alphabet arménien par Mesrop Machtots en 405.
Propriété publique et inscrit au registre international Mémoire du monde de l'UNESCO, l'Institut, de par ses missions et ses collections, constitue aujourd'hui « un des lieux essentiels de l'élaboration et de la transmission de la mémoire nationale en Arménie ».

## Histoire
Matenadaran, en arménien classique, signifie « bibliothèque » et qualifie un lieu qui sert également de scriptorium ; à ce titre, plusieurs monastères arméniens disposaient de leur propre matenadaran, dont certains subsistent encore, comme à Haghpat ou à Sanahin.

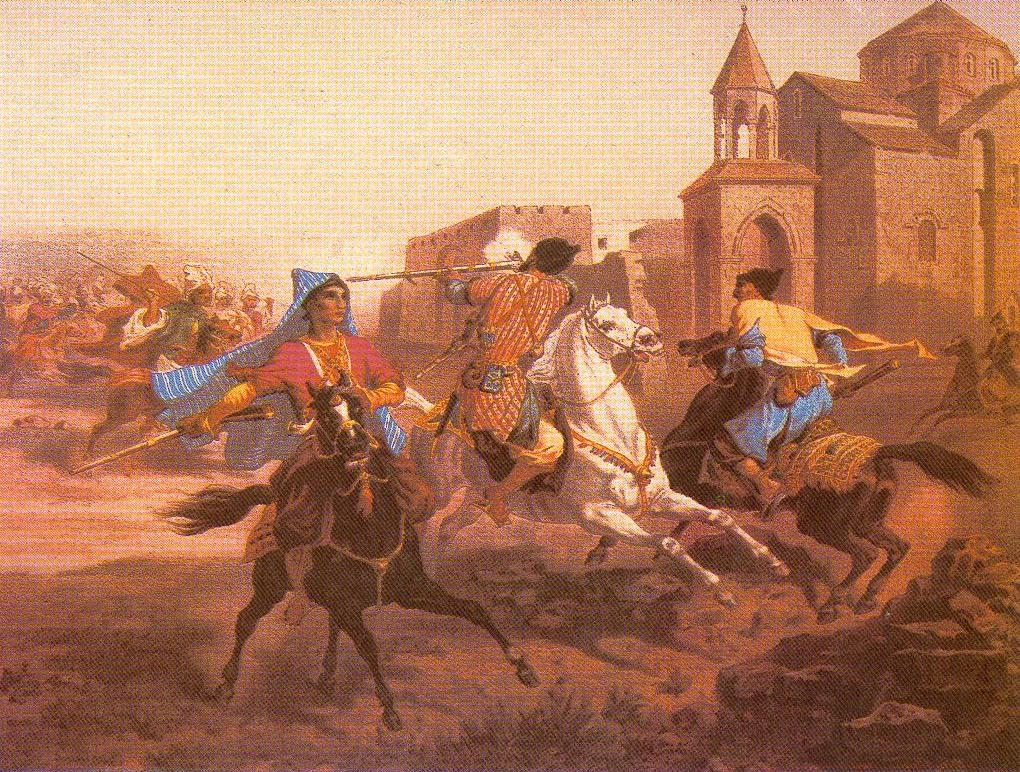
Vagharchapat pillée par les Kurdes et les Perses.

L'histoire du Matenadaran moderne remonte, via le matenadaran d'Etchmiadzin (à l'époque Vagharchapat), à 405 et à la création de l'alphabet arménien par Mesrop Machtots, selon la tradition ; Lazare de Pharbe atteste en tout cas de son existence au Ve siècle. Son activité s'intensifie particulièrement à partir de 1441 et du transfert du Catholicossat de Sis à Etchmiadzin. Les attaques dont fait l'objet la ville au XVIIIe siècle mettent toutefois à mal le matenadaran, pillé pour la dernière fois en 1804 ; ce n'est qu'à partir de 1828 et du rattachement de l'Arménie orientale à la Russie que son développement reprend. En 1840 est publié un premier catalogue, préfacé par Marie-Félicité Brosset, répertoriant 312 manuscrits ; le second catalogue, de 1863, en relève 2 340. En 1915 et en conséquence du génocide arménien en cours dans l'Empire ottoman, le matenadaran voit affluer de nombreux manuscrits en provenance d'Arménie occidentale (en particulier du Vaspourakan), mais également de Tabriz en Perse ; en même temps, ses collections sont emmenées à Moscou, par prudence, pour ne revenir qu'en 1922. Entre-temps, le 17 décembre 1920, le matenadaran est proclamé propriété publique, comme tous les biens de l'Église, par les nouvelles autorités soviétiques ; sous ce nouveau statut, ses collections s'accroissent par la réception de manuscrits en provenance de Moscou (Institut Lazarev des langues orientales) et de Tiflis notamment.
En 1939, les collections sont transférées d'Etchmiadzin à Erevan ; en 1959 (le 3 mars), l'institution désormais connue comme « le Matenadaran » devient « Institut des manuscrits anciens ». À partir de cette date, le catalogage, alors relativement restreint, se poursuit, les éditions se succèdent et un périodique (Le Messager du Matenadaran) est publié.

## Collections
Le Matenaderan compte l'une des plus riches collections de manuscrits et de documents arméniens au monde, auxquels s'ajoutent d'autres manuscrits (grecs, latins, arabes, persans, syriaques, hébreux, éthiopiens…), soit plus de 17 000 manuscrits (16 989 au 31 août 2006) et environ 300 000 documents d'archives. Parmi les collections figurent notamment des traductions arméniennes d'œuvres aujourd'hui perdues d'auteurs antiques, comme la Chronique d'Eusèbe de Césarée ou Sur la nature de Zénon de Cition. Le nombre des manuscrits arméniens qui y sont conservés s'élève à 10 000 (dont un tiers est ornementé), sur les 30 000 actuellement répertoriés dans le monde. Les autres principaux endroits conservant des manuscrits arméniens sont le monastère de la Congrégation des pères mékhitaristes de San Lazzaro degli Armeni (Venise, Italie, 4 000 manuscrits), le Patriarcat arménien de Jérusalem (Israël, 4 000 manuscrits), le monastère mékhitariste de Vienne (Autriche, 2 800 manuscrits et fragments), le monastère de Bzommar (Église catholique arménienne, Liban, un millier de manuscrits), le monastère de La Nouvelle-Djoulfa (Ispahan, Iran, un millier de manuscrits), et le Siège de Sainte-Etchmiadzin (Arménie, moins de mille manuscrits).
Les manuscrits du Matenadaran couvrent pratiquement tous les domaines de la science et de la culture antique et médiévale d'Arménie : l'histoire, la géographie, la philosophie, la grammaire, le droit, la médecine, les mathématiques, la littérature et les miniatures. Ses fonds sont composés de manuscrits, documents d’archives, la bibliothèque et des périodiques.

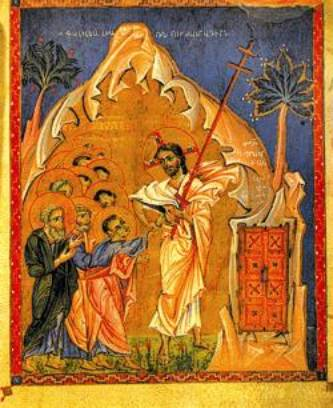
L'incrédulité de saint Thomas par Toros Roslin, Évangile de Malatia, XIIIe siècle, Ms. 10675.
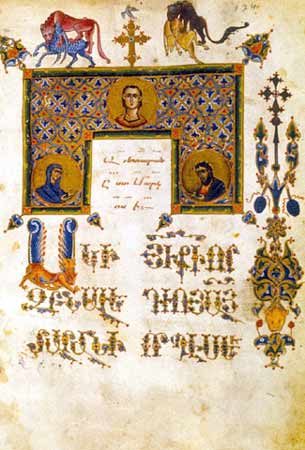
Évangile de Zeytoun par Toros Roslin, XIIIe siècle, Ms. 10450.
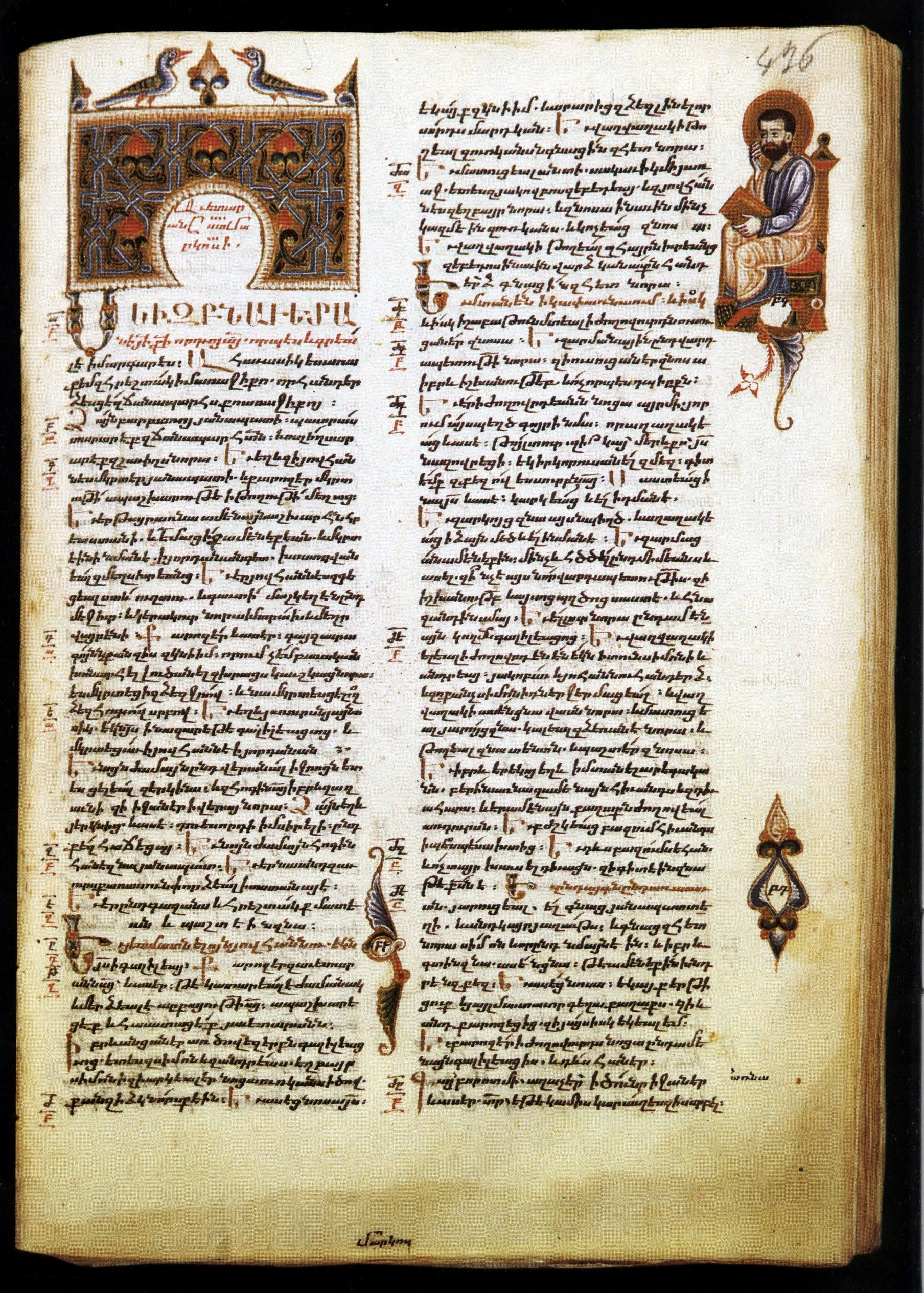
Première page de l'Évangile de Marc, miniature par Sargis Pitsak, XIVe siècle, Cod. 2627, fol. 436 r.

Les fragments de manuscrits les plus anciens remontent aux Ve-VIe siècles, les plus anciennes enluminures et miniatures (celles de l'Évangéliaire d'Etchmiadzin) datent du VIe siècle, le plus ancien manuscrit entier est daté de 887 (Évangile Lazarian) ; le plus grand manuscrit est l'Homéliaire de Mouch (monastère des Saints-Apôtres, 1200-1202, 70,5 × 55 cm, 27,5 kg) et le plus petit un calendrier (1434, 4 × 3 cm, 19 g).

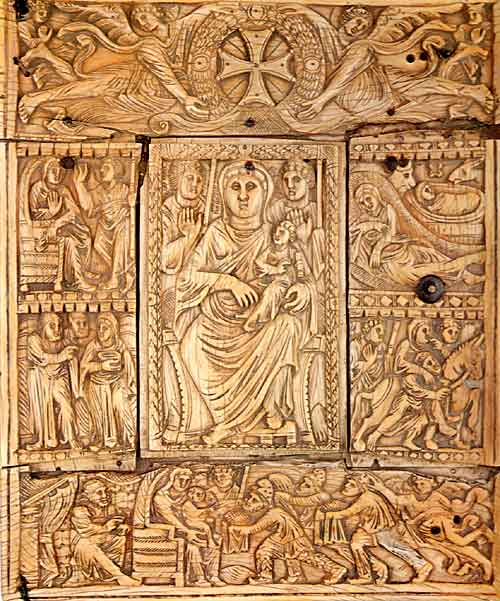
Ivoire de l'Évangéliaire d'Etchmiadzin, VIe siècle, Ms. 2374.
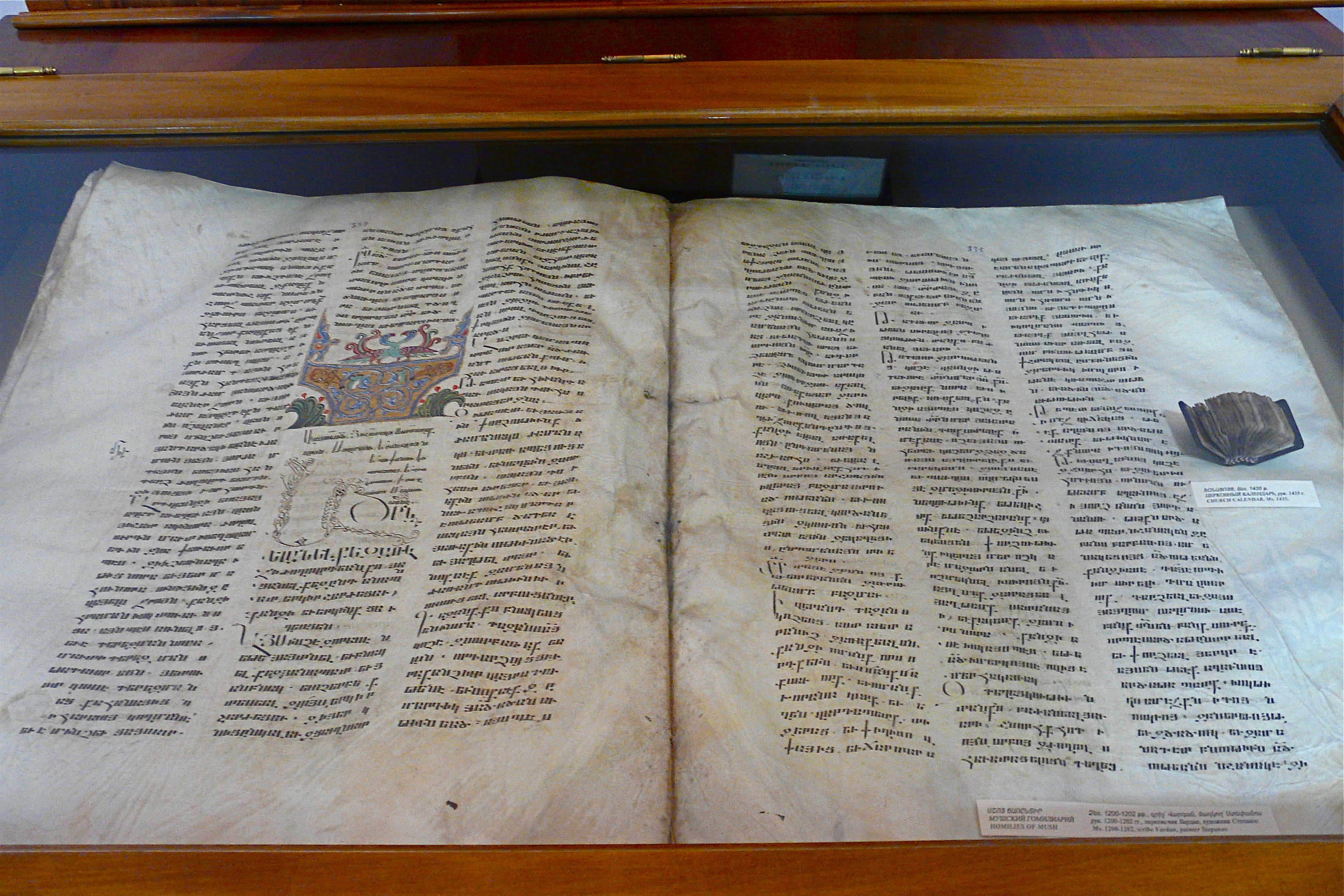
Homéliaire de Mouch, (1200-1202), Ms. 7729, et calendrier liturgique, XVe siècle, Ms. 7728, respectivement le plus grand et le plus petit des manuscrits arméniens.
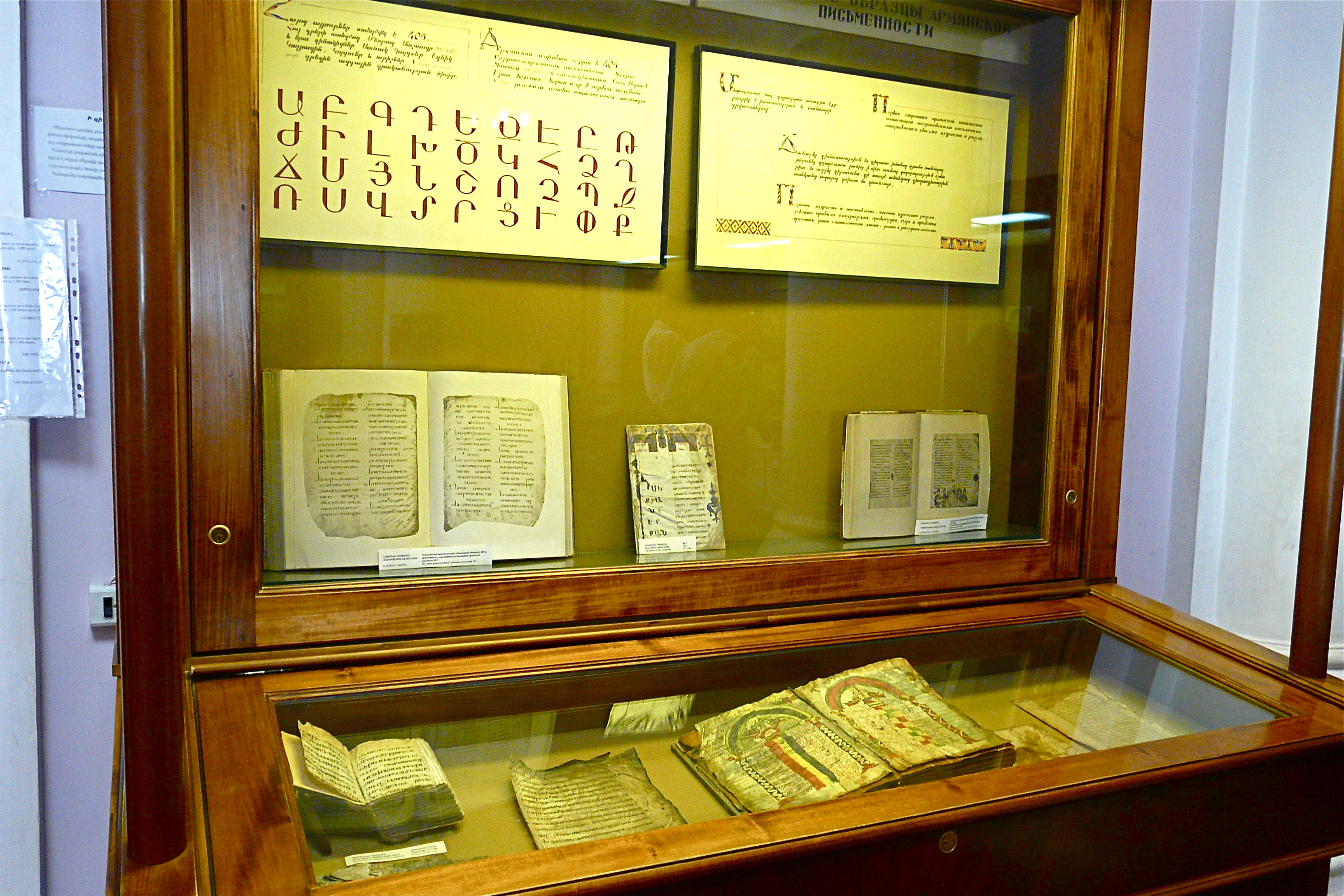
Vitrine d'exposition.

Les collections de manuscrits anciens sont reprises depuis 1997 au registre international Mémoire du monde de l'UNESCO, sous le nom « Collection de manuscrits anciens du Matenadaran Mashtots ».

## Statut
Propriété publique, l'Institut est en droit arménien une agence (entité exerçant des fonctions et délivrant les services en vertu de la loi) rattachée au Ministère de l'Éducation et des Sciences ; son directeur actuel est Hrachya Tamrazian. Sa mission principale est la collecte, la conservation et l'exploitation scientifique des manuscrits provenant de la bibliothèque du Catholicossat d'Etchmiadzin ou de la diaspora.
L'Institut est divisé en huit départements :
- fonds manuscrit : ce département est chargé des manuscrits du Matenadaran et gère également une collection supplémentaire de microfilms de ces manuscrits et d'autres, ainsi que des photocopies, des diapositives et des catalogues inédits de manuscrits[22] ;
- archives : ce département est chargé de la collection d'archives du Matenadaran, notamment celles du Saint-Siège d'Etchmiadzin[23] ;
- bibliothèque : ce département gère le fonds de livres imprimés du Matenadaran, qui compte notamment le plus ancien livre imprimé en arménien (Ourbataguik, Venise, 1512), ainsi que le premier livre imprimé en Arménie (Livre de prières, Etchmiadzin, 1772)[24] ;
- périodiques : la gestion de la collection des périodiques de l'Institut revient à ce département[21] ;
- salles d'étude : la gestion des deux salles d'étude de l'Institut mises à disposition des chercheurs revient à ce département[25] ;
- laboratoire de restauration et de reliure : le laboratoire de ce département, fondé en 1939, assure l'entretien et la restauration des manuscrits du Matenadaran ainsi que de ceux d'autres institutions[26] ;
- laboratoire des hautes technologies : ce département est chargé de la numérisation des manuscrits de l'Institut (environ 600 manuscrits traités en 2009[27]) et apporte son expertise au laboratoire de restauration et de reliure pour les folios fort endommagés[28] ;
- salle d'exposition : les expositions (permanente et temporaires, 50 000 visiteurs par an[29]) du Matenadaran sont gérées par ce département[30].

Le budget du Matenadaran est financé par le gouvernement arménien, la diaspora (dont la fondation Calouste Gulbenkian) et des donations, privées ou publiques ; le Japon a ainsi offert l'équipement moderne de l'Institut.

## Bâtiment
L'Institut est hébergé dans un bâtiment cubique de basalte gris-bleu et de style néo-arménien construit sur une colline dominant Erevan, à l'extrémité septentrionale de l'avenue Mesrop-Machtots et en contrebas du monument à la Mère Arménie. Il est l'œuvre de l'architecte arménien Marc Grigorian et date de 1957. Un escalier monumental mène à une statue de Mesrop Machtots, créateur de l'alphabet arménien en 405, et de son disciple Korioun agenouillé (œuvre de Ghoukas Tchoubarian, 1962), qui précède son entrée ; de part et d'autre de celle-ci, la façade est ornée de statues d'Arméniens célèbres, de gauche à droite : Toros Roslin, Grégoire de Tatev, Anania de Shirak, Moïse de Khorène, Mkhitar Goch et Frik. L'entrée est surmontée de la première phrase écrite en arménien, selon la tradition :

« Ճանաչել զիմաստութիւն եւ զխրատ, իմանալ զբանս հանճարոյ »
« Pour connaître sagesse et instruction, comprendre les paroles intelligentes… »

— Livre des Proverbes, 1:2.
Les côtés du bâtiment sont ornés de khatchkars et d'autres stèles. Le hall d'entrée est décoré d'une mosaïque de Hovhannès Khatchatrian représentant la bataille d'Avarayr (451), et l'escalier principal d'une fresque en triptyque du même artiste représentant l'époque urartéenne, la création de l'alphabet, et les précurseurs, notamment hellénistiques, de Machtots. L'étage principal contient une salle exposant des cartes de l'Arménie et d'autres documents, une salle de lecture et d'autres salles d'exposition montrant de nombreux manuscrits de la collection. Le Matenadaran est ouvert du mardi au samedi, de 10 à 16 h.

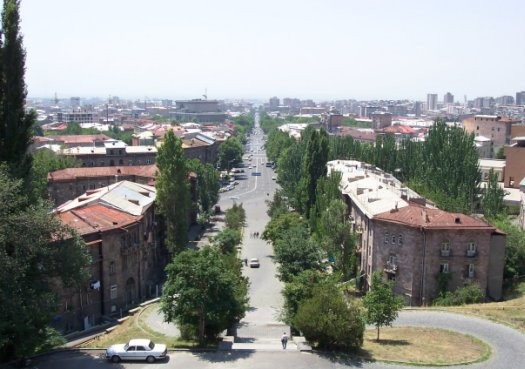
Avenue Mesrop-Machtots depuis le Matenadaran.
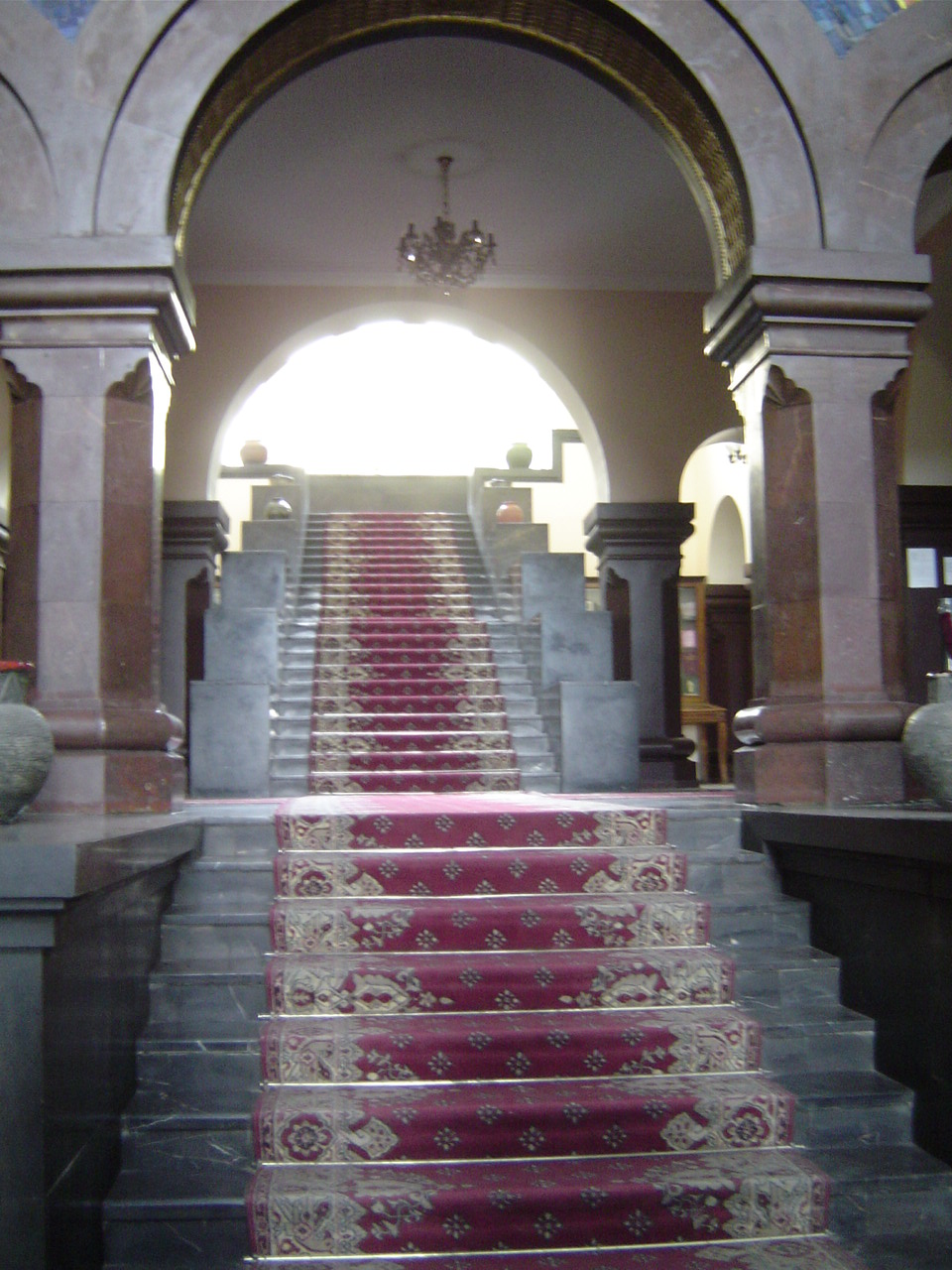
Intérieur du bâtiment.
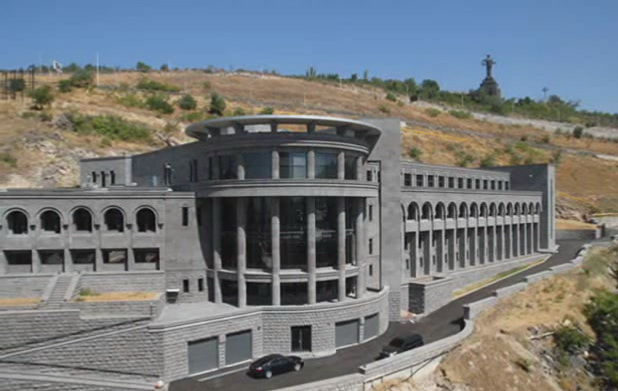
La nouvelle annexe (architecte : Arthur Meschian).

En dehors de ces espaces publics, l'Institut comprend également des salles de conservation ; à l'arrière du bâtiment principal, un abri antiatomique a été creusé dans la colline, mais des infiltrations causées par des eaux souterraines l'ont rendu inutilisable. Un projet de construction d'un bâtiment annexe voit le jour à la fin des années 1980, mais des difficultés de financement ainsi que le séisme du 7 décembre 1988 en ont longtemps retardé l'achèvement ; d'une superficie de 12 100 m2, l'annexe fait de l'Institut le plus grand centre international d'arménologie et d'études médiévales. La pose de la première pierre a eu lieu le 14 mai 2009 et l'inauguration le 20 septembre 2011.

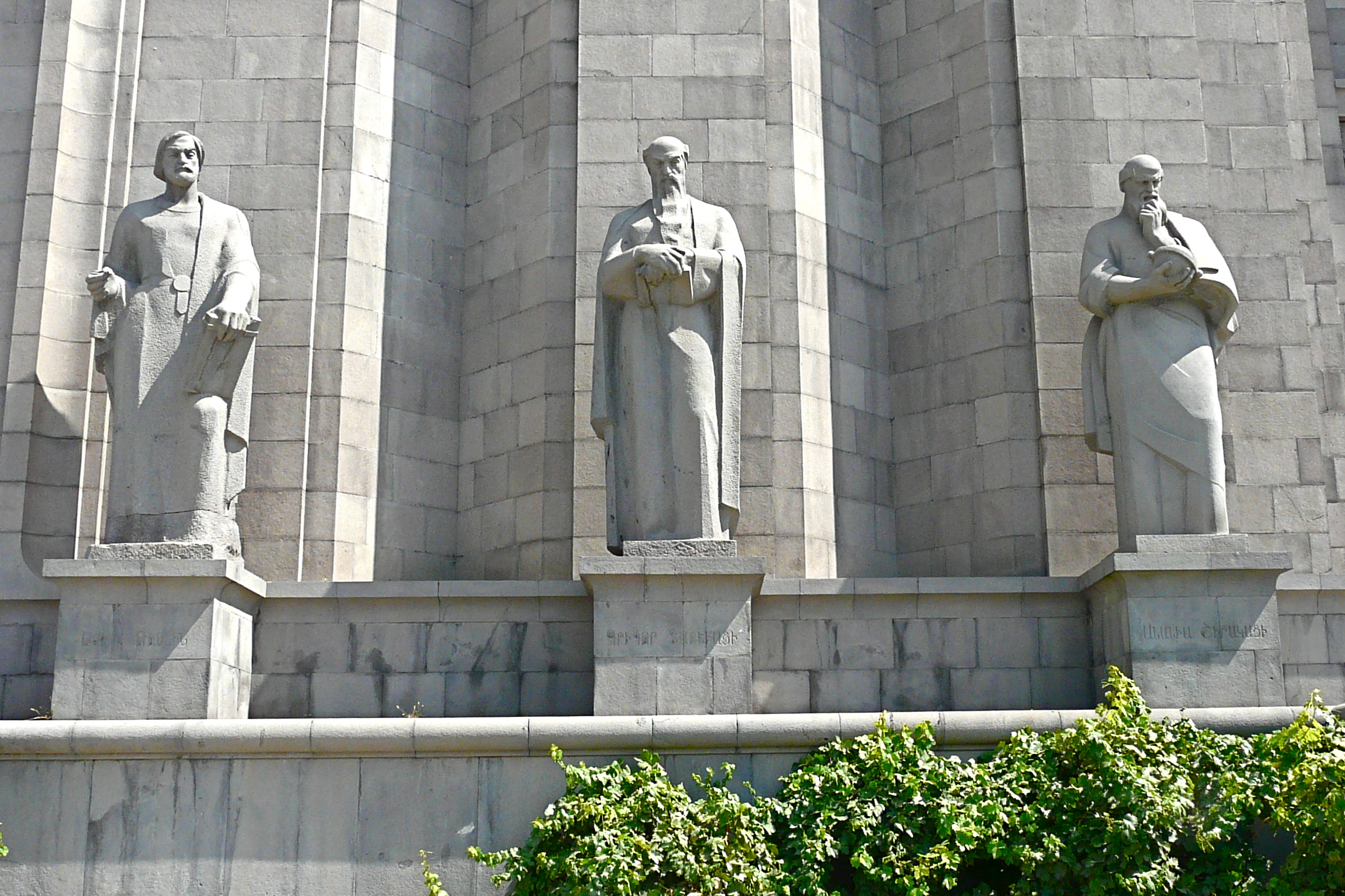
Façade principale du Matenadaran, gauche : de gauche à droite, Toros Roslin, Grégoire de Tatev, Anania de Shirak.
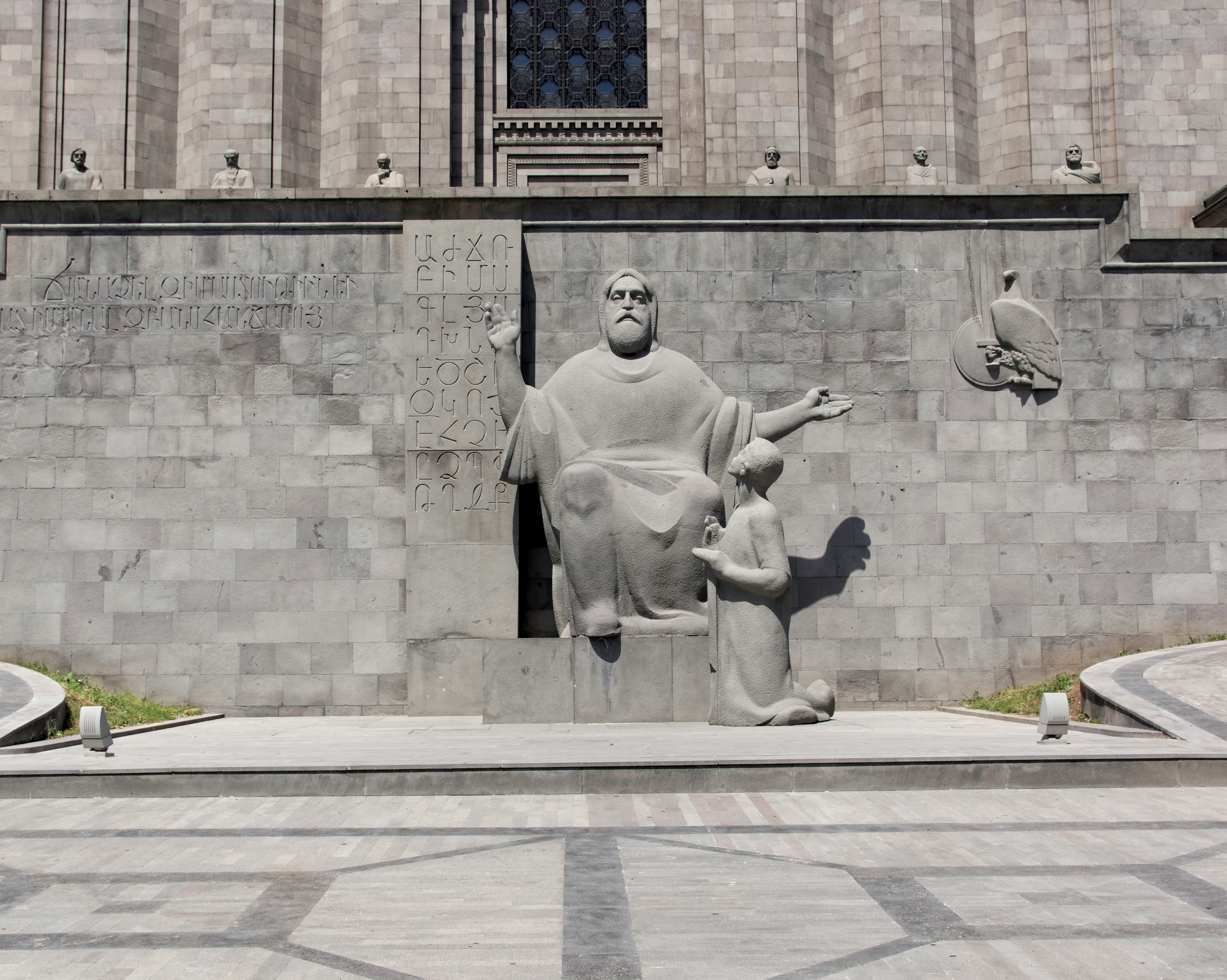
Mesrop Machtots et son disciple Korioun.
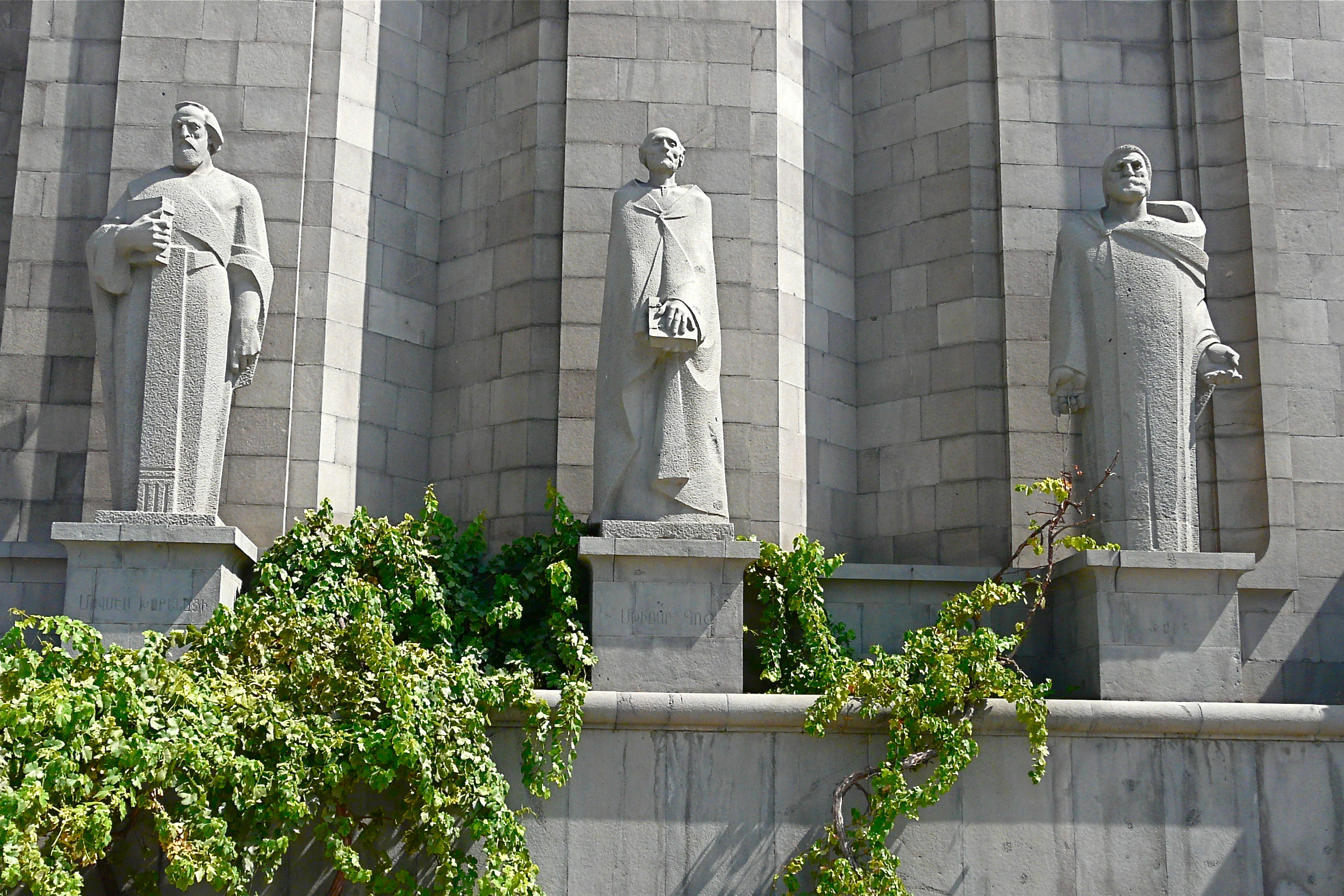
Façade principale du Matenadaran, droite : de gauche à droite, Moïse de Khorène, Mkhitar Goch, Frik.